# Muharrem Köse
Muharrem Köse (prononcé [mu.hɑ.ɾɛm kœ.sɛ]) est un colonel de l'armée de terre turque, ancien conseiller juridique près du chef d'état-major des armées de Turquie. Il est impliqué dans la tentative de coup d'État de 2016 en Turquie,.

## Biographie
Muharrem Köse est diplômé en droit de l'université d'Ankara sous le statut d'étudiant militaire. Il est plus tard élu à la Cour de cassation militaire.